# Nationaaldemocratische Partij (Slovenië)
De Nationaaldemocratische Partij (Sloveens: Narodnodemokratska stranka) (NDS) was een Sloveense politieke partij, die ontstond nadat de Sloveense Democratische Bond zich oktober 1991 omvormde tot de Democratische Partij (en zich later grotendeels aansloot bij de nieuw te vormen Liberale Democratie van Slovenië). Uit onvrede over de lijn van de nieuwe Democratische Partij splitsten de nationaaldemocraten zich af. Na een korte kwakkelperiode slonk hun aanhang en invloed dermate (verkiezingsresultaat 1992: 2,18%), dat de partij nog in het verkiezingsjaar 1992 uiteenviel in facties en ophield te bestaan. De twee grootste splinters sloten zich aan bij de Sloveense Christendemocraten (sinds 2002 Nieuw Slovenië) en de Sociaaldemocratische Partij van Slovenië (sinds 2003 Sloveense Democratische Partij).

## Bekende personen
- Rajko Pirnat